# Миргородка (Омская область)
Миргородка — деревня в Оконешниковском районе Омской области России. Входит в состав Красовского сельского поселения.

## История
Основана в 1895 году. В 1928 г. состояла из 168 хозяйств, основное население — русские. Центр Миргородского сельсовета Калачинский район Омского округа Сибирского края.

## Население
| 2002 | 2010 |
| ---- | ---- |
| 38   | ↘15  |